# Copa Webb Ellis

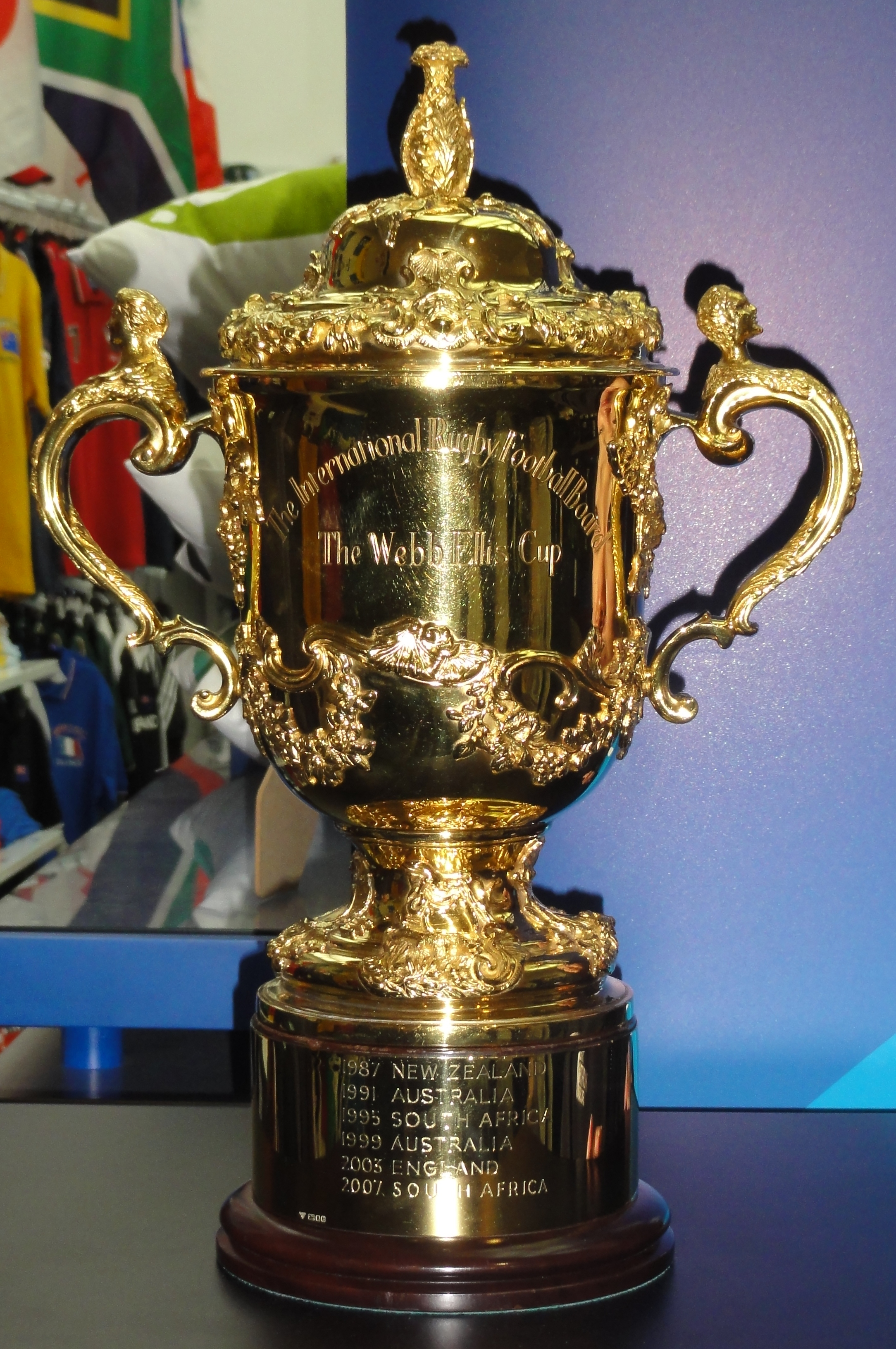
La Copa Webb Ellis.

La Copa Webb Ellis (Webb Ellis Cup en inglés), también conocida como Trofeo William Webb Ellis, es el trofeo oficial de la Copa del Mundo de Rugby desde 1987, fecha del primer torneo. La copa lleva el nombre de William Webb Ellis persona a la que se atribuye la invención del rugby moderno.

## Descripción
El trofeo mide 38 centímetros de alto y está realizado en plata bañada en oro y está dotada de dos asas circulares del mismo material. En una de estas últimas se encuentra la cabeza de un sátiro mientras que sobre la otra se encuentra la cabeza de una ninfa. En la parte frontal del trofeo se encuentran las palabras International Rugby Board seguidas de la inscripción The Webb Ellis Cup.

## Historia
La copa fue encargada a los talleres londinenses Garrard & Co. por la International Rugby Board (IRB), que por entonces recibía el nombre de International Rugby Football Board (IRFB). El trofeo fue realizado siguiendo un diseño de 1906 realizado por Carrington & Co. que a su vez reproducía un diseño victoriano de 1740 hecho por Paul de Lamerie.
Richard Jarvis, organizador de la primera copa del mundo de rugby, y Bob Weighill, secretario de la IRB, presentaron en febrero de 1987 la copa ante varios representantes de la IRB que aceptaron la elección y la bautizaron como "The Webb Ellis Cup".
En el año 2002 durante la presentación de la Copa Mundial de Rugby de 2003 en la Ópera de Sídney, el presidente de la IRB, Vernon Pugh, planteó la posibilidad de entregar de forma permanente el trofeo a aquella selección que ganase el Mundial de rugby en tres ocasiones. Pugh falleció en abril del año siguiente y esta propuesta no ha vuelto a ser discutida oficialmente.

## Otros datos
- La selección de Sudáfrica es la más ganadora del certamen con 4 torneos (1995, 2007, 2019 y 2023)
- Las selecciones de Rugby de Australia y Sudáfrica son las únicas que consiguieron el trofeo en 2 ocasiones consecutivas.
- Inglaterra es el único país del hemisferio norte que ha ganado la copa.
- Tras la victoria inglesa en el mundial de 2003, la copa estuvo expuesta hasta el 6 de enero de 2007 en el Museo del Rugby (Museum of Rugby) de Londres, junto al estadio de Twickenham.
- La copa posee el apodo de Bill, nombre que se le dio a raíz de la victoria de Australia en la Copa del Mundo de 1991. La prensa australiana se refirió a la copa durante el Mundial de 1999 como Bill y el lema de la selección australiana durante esa competición fue ¡Devolvednos a Bill! (Bring Back Bill).